# Douglas Ramsay
Douglas Alexander Ramsay (* 1945 in Detroit; † 15. Februar 1961 in Berg-Kampenhout, Belgien) war ein US-amerikanischer Eiskunstläufer, der im Einzellauf startete.
Ramsay war das zweite von vier Kindern von Alex und Jean Ramsey. Im Alter von acht Jahren nahm der eigentliche Eishockeyenthusiast Ramsay professionellen Eiskunstlaufunterricht bei Bill Swallender. Er hatte Schwächen in der Pflicht, war aber ein sehr guter und mitreißender Kürläufer, was ihn zumeist zum Liebling des Publikums machte. 1960 gewann er den nationalen Meistertitel bei den Junioren in einer der knappsten Entscheidungen der Geschichte, vor Bruce Heiss, dem Bruder von Carol Heiss und dem späteren Startrainer Frank Carroll. Bei seinen ersten Seniorenmeisterschaften belegte Ramsay 1961 den vierten Platz hinter Bradley Lord, Gregory Kelley und Tim Brown. Dabei zeigte er als einziger einen dreifachen Sprung. Nur die ersten drei waren für die Weltmeisterschaft in Prag qualifiziert, aber Tim Brown musste wegen einer Grippe absagen und so rückte Ramsay kurzfristig nach, was sein Verhängnis werden sollte.
Gemeinsam mit seinem Trainer Bill Swallender ging Ramsay an Bord des Sabena-Flugs 548, der sie zur Weltmeisterschaft nach Prag bringen sollte. Der Nachtflug sollte in Brüssel zwischenstoppen. Dort musste der Pilot den Landeanflug jedoch abbrechen und neuen Anlauf nehmen, um es auf einer anderen Landebahn zu versuchen. Dabei stürzte das Flugzeug auf Ackerland in Berg-Kampenhout. Alle 61 Passagiere, die Crew und ein Landwirt am Boden kamen ums Leben, darunter auch die gesamte 18-köpfige US-Mannschaft und ihre 16 Angehörigen. Die Weltmeisterschaft in Prag wurde abgesagt.
2011 wurde Ramsay, wie auch die gesamte damals verunglückte US-Mannschaft, in die nationale Hall of Fame aufgenommen.

## Ergebnisse
| Wettbewerb / Jahr                | 1959 | 1960 | 1961 |
| -------------------------------- | ---- | ---- | ---- |
| US-amerikanische Meisterschaften | 4. J | 1. J | 4.   |

- J = Junioren